# Fabrício Furlan
Fabrício Bevilácqua Furlan (Ribeirão Preto, 1 de dezembro de 1976) é um advogado e político brasileiro filiado a Rede Sustentabilidade (REDE).

## Biografia
Natural de Ribeirão Preto, Fabrício veio para o Amapá juntamente com a família, quando era criança. Formou-se em direito na Universidade Federal do Pará em 1995, e juntamente com o irmão, Cristiano, abriu seu escritório de advocacia.
Furlan candidatou-se ao cargo de deputado estadual em 2006 e 2010, ficando como suplente em ambas as eleições. Nas eleições de 2014, filiado ao PSOL, é eleito deputado estadual com 4.294 votos.  Na ALAP, foi presidente da Comissão de Administração Pública. Em 2018, no PCdoB, obtém mais votos do que na eleição anterior (5.340 votos, ou 1.53% do total), porém, termina o pleito como suplente. 